# Kiss Me on My Ego
Kiss Me on My Ego je čtvrté studiové album české skupiny Monkey Business. Vydáno bylo v červnu 2005 a jeho producentem byl vůdce skupiny Roman Holý. Kromě členů kapely se na albu podíleli například Glenn Hughes, Dan Bárta či David Sanborn. Dále na albu hostoval Hiram Bullock, který se skupinou hrál již dříve.

## Seznam skladeb
1. Chick Flick – 4:22
2. Weekend Warrior – 3:50
3. Branded – 5:16
4. Silence – 4:44
5. Golddigger – 5:08
6. Flirting High and Low – 0:19
7. Slapstick – 5:26
8. We Luv Ya – 4:37
9. Artistic Suicide – 5:17
10. Concrete Illusions – 4:49
11. Equilibrium – 6:09
12. Kiss Me on My Ego – 4:44
13. Don't Touch My Fruit – 7:03

## Obsazení
- Roman Holý – zpěv, klávesy, kytara, baskytara, perkuse, aranžmá
- Matěj Ruppert – zpěv
- Tonya Graves – zpěv
- Oldřich Krejčoves – kytara
- Pavel Mrázek – baskytara
- Ondřej Brousek – klavír
- Martin Houdek – bicí

Ostatní hudebníci
- Dan Bárta – zpěv
- Glenn Hughes – zpěv
- Tereza Černochová – zpěv
- Hana Pecková – zpěv
- Imran Musa Zangi – perkuse
- Hiram Bullock – kytara
- Alex Limburg – rap
- Karel Růžička mladší – saxofon
- David Sanborn – saxofon